# فرودگاه ماریبر ادوارد روسجان
فرودگاه ماریبر ادوارد روسجان (به انگلیسی: Maribor Edvard Rusjan Airport) (به زبان بومی: Letališče Edvarda Rusjana Maribor) یک فرودگاه همگانی با کد یاتا MBX است که یک باند فرود آسفالت دارد و طول باند آن ۲۵۰۰ متر است. این فرودگاه در شهر ماریبور کشور اسلوونی قرار دارد و در ارتفاع ۲۶۷ متری از سطح دریا واقع شده‌است.

## شرکت‌های هواپیمایی و مقصدهای پروازی
The listed airlines provide scheduled and charter flights in and out of Maribor Edvard Rusjan Airport:
| شرکت‌های هواپیمایی     | مقصدهای پروازی             |
| --------------------- | -------------------------- |
| ایجین ایرلاینز        | چارتر فصلی: هراکلین، کورفو |
| ایر مالتا             | چارتر فصلی: مالت           |
| براوو ایرویز          | چارتر فصلی: خارکوف         |
| فری‌برد ایرلاینز       | چارتر فصلی: آنتالیا        |
| VLM Airlines Slovenia | فصلی: دوبروونیک، اسپلیت    |
| Windrose Airlines     | چارتر فصلی: دنیپروپتروفسک  |